# جاده‌های اصلی در لسوتو
جاده‌های اصلی در لسوتو دسته‌ای از جاده اصلی و آزادراه هستند که شهرهای بزرگ این کشور را به یکدیگر متصل می‌کنند. این جاده‌ها بالاترین رده در جاده‌های شماره‌گذاری‌شده در لسوتو را تشکیل می‌دهند و با شماره‌هایی که با حرف «A» آغاز می‌شوند مشخص می‌شوند، از A1 تا A99.

## جاده‌های اصلی
در لسوتو، جاده‌های اصلی (Trunk Roads) مسیرهایی هستند که شهرهای مهم کشور را به یکدیگر متصل می‌کنند. این جاده‌ها با حرف A و عدد مشخص می‌شوند (از A1 تا A99).
| نام جاده | مسیر                                                      | طول (کیلومتر) | طول (مایل) |
| -------- | --------------------------------------------------------- | ------------- | ---------- |
| A1       | ماسرو – بوتا-بوته – موکات‌لانگ                             | ۳۰۰           | ۱۸۶        |
| A2       | پل ماسرو (مرز با آفریقای جنوبی) – ماسرو – مافتنگ – قوتینگ | ۱۶۰           | ۹۹         |
| A3       | سنت مایکلز – تهبا تسکا – موکات‌لانگ                        | ۲۰۰           | ۱۲۴        |
| A4       | قوتینگ – کوه موروسی – کاچاز نک – ناحیه تهبا تسکا          | ۳۴۰           | ۲۱۲        |
| A5       | سنت مایکلز – سمونکونگ – سفورونگ                           | ۱۲۰           | ۷۵         |
| A10      | حلقهٔ ماسرو                                                | ۳۰            | ۱۹         |
| A11      | پکا – پل پکا (مرز با آفریقای جنوبی)                       | ۶             | ۴          |
| A12      | ماپوتسو – پل فیکسبرگ (مرز با آفریقای جنوبی)               | ۶             | ۴          |
| A14      | مولومونگ – گذرگاه سانی (مرز با آفریقای جنوبی)             | ۵۴            | ۳۴         |
| A20      | مافتنگ – دروازه ون روینز (مرز با آفریقای جنوبی)           | ۲۰            | ۱۲         |
| A22      | موکوروآنه – دروازهٔ سفافو (مرز با آفریقای جنوبی)           | ۷             | ۴          |
| A23      | خیتسانه – مرز آفریقای جنوبی                               | ۶             | ۴          |
| A24      | آلوینس‌کپ – پل تِله (مرز با آفریقای جنوبی)                  | ۱۲            | ۷          |
| A25      | هلوسته – سشوت – ثابا تسکا                                 | ۱۸۰           | ۱۱۲        |